# Hasselbach (Erlenbach)
Der Hasselbach ist ein 101⁄2 km langer Bach im nördlichen Baden-Württemberg, der etwa anderthalb Kilometer oberhalb des Dorfes Erlenbach der Stadt Ravenstein im Neckar-Odenwald-Kreis von rechts und insgesamt Norden in den mittleren Erlenbach mündet.

## Geographie

### Verlauf
Der Hasselbach entsteht etwa einen Kilometer nördlich der Ortsmitte des Dorfes Schillingstadt der Gemeinde Ahorn im Main-Tauber-Kreis. Dort beginnt im offenen Muldengewann Wanne auf etwa 370 m ü. NHN in einer südwärts laufenden Baumreihe nahe an einem großen Birnbaum ein Graben, der nach einem Viertelkilometer die B 292 unterquert. Südwestwärts läuft er danach in einigen schnurgeraden Abschnitten weiter auf Schillingstadt zu, wendet sich am Anfang der Bebauung nach Südosten, durchquert im Dorf die L 514 und erreicht gut 300 Meter nach der unteren Ortsgrenze die Kläranlage.
Dort fließt, aus dem Nordosten kommen, auf etwa 335 m ü. NHN der Österlein genannte Graben zu, ein etwas kürzerer und einzugsgebietsärmerer Oberlauf, der wie auch der Hasselbach selbst bis dorthin zuweilen trocken liegt.
Der Hasselbach zeigt nun einen gewundeneren Lauf und fließt mit beständigerem Durchfluss und von sporadisch höherem Bewuchs am Ufer begleitet nach etwa Südsüdwesten. An die rechte Bachseite tritt die K 2885 und gegen Ende des Ahorner Gemeindegebietes reicht ein kleiner Wald in der Aue und am Unterhang ans linke Ufer, der größtenteils als Naturdenkmal ausgewiesen ist. Am Übertritt aufs Stadtgebiet von Ravenstein durchfließt er ein Hochwasserrückhaltebecken für bis zu 81.000 m³ Rückhaltevolumen. Etwa dreihundert Meter unterhalb von dessen Erddamm fließt der Bach wieder in offener und schmaler Wiesenaue und von nur wenigen Bäumen begleitet auf das Ravensteiner Dorf Oberwittstadt zu.
Nach dem um den Bach gebauten Ort fließt der Hasselbach weiter gewunden fast südlich, passiert etwas unterhalb die zugehörige Heckmühle mit ihrem rechtsseitigen Mühlkanal und erreicht etwa zwei Kilometer unterhalb von Oberwittstadt die Ortsgrenze des Ravensteiner Dorfes Unterwittstadt, gegen Ende von welchem aus dem Nordosten der mit 1,8 km einzige längere Zufluss Gründleingraben zuläuft.
In stärkerer Windung erreicht der Bach bald danach das Dorf Ballenberg der Stadt, wo die von Merchingen im Westen kommende L 515 ihn quert und den danach südostwärts weiterlaufenden Bach linksseits bis zur Mündung folgt. Unterhalb von Ballenberg schlängelt sich der dort recht schnellläufige Hasselbach auf seinem letzten Kilometer nun recht stark und bildet sogar kleine Mäander aus. Er ist dort um zwei Meter breit, teilweise tief und mehr als zwei Meter eingeböscht, auf seinem Grund liegen Schlamm und Steine. Die nun dichtere Begleitgalerie besteht meist aus Weiden und Eschen, unterhalb der Kläranlage weiter abwärts steht auch Röhricht am Bach.
Schließlich fließt der Bach auf 260,9 m ü. NHN von rechts und etwa 1,5 km oberhalb des Ravensteiner Dorfes Erlenbach in den mittleren Erlenbach ein. Der Hasselbach mündet nach etwa 10,5 km langem Lauf mit mittlerem Sohlgefälle von ca. 10 ‰ rund 109 Höhenmeter unterhalb seines Ursprungs in der Wanne. Der Hasselbach hat eine Reihe von Zuflüssen, die aber sämtlich wie seine beiden Oberläufe nur unbeständigen Durchfluss haben und zumeist keinen Kilometer an Länge erreichen.

### Einzugsgebiet
Der Hasselbach hat ein 21,3 km² großes Einzugsgebiet, das naturräumlich zum Bauland gehört, größtenteils zum Unterraum Östliches Bauland, mit einem schmalen Streifen diesseits der westlichen Wasserscheide zu den Kessachplatten, einem Teil des Unterraums Mittleres Bauland. Seine mit wenig über 405 m ü. NHN größte Höhe erreicht es am Nordrand auf einer Kuppe im Heinlingswald.
Nahe den Wasserscheiden gibt es zuweilen Kuppenwald, doch ist der größte Teil des Gebietes offen. Außer im Weichbild der Orte am Lauf, wo es wie seltener auch anderswo Obstwiesen gibt, nimmt vor den Wiesen das Ackerland den deutlich größten Anteil des Einzugsgebietes ein, besonders im Süden.
Ein knappes Drittel im Norden des Einzugsgebietes gehört zur Gemeinde Ahorn des Main-Tauber-Kreises, darin liegt allein das Dorf Schillingstadt am Bachbeginn; zwei winzige Waldzwickel dort am Rande gehören zur Stadtgemarkung der Gemeinde Boxberg im selben Kreis.
Die übrigen gut zwei Drittel des Einzugsgebietes liegen im Stadtgebiet von Ravenstein im Neckar-Odenwald-Kreis, dort stehen die Ravensteiner Dörfer Oberwittstadt mit danach dessen Wohnplatz Heckmühle, Unterwittstadt und zuletzt Ballenberg nacheinander am Lauf.
Reihum grenzen die Einzugsgebiete der folgenden Nachbargewässer an:
- Im Norden und Nordosten liegt das Einzugsgebiet der Umpfer, die über ihre beiden Zuflüsse Angeltürner Bach und Hüttlesbächle konkurriert;
- im Osten nimmt hinter kurzem Scheidenabschnitt der rechte Oberlauf Brühl des oberhalb in den Erlenbach mündenden Seebachs, dann hinter längerem der rechte Seebach-Zubringer Diensbach den Abfluss zur andere Seite auf;
- im Südosten entwässert die Geldklinge zwischen See- und Hasselbach in den Erlenbach;
- im Südwesten grenzt das Einzugsgebiet des Grundbachs an, der unterhalb des Hasselbachs den Erlenbach erreicht;
- im Westen fließt die Kessach zur Jagst, in die sie erst weit unterhalb des Erlenbachs mündet;
- im Nordwesten konkurriert der linke Kessach-Oberlauf Schillingstadter Kästle.

### Zuflüsse und Seen
Liste der Zuflüsse und  Hochwasserrückhaltebecken von der Quelle zur Mündung. Gewässerlänge, Einzugsgebiet und Höhe nach den entsprechenden Layern auf der Onlinekarte der LUBW. Andere Quellen für die Angaben sind vermerkt.
Ursprung des Hasselbachs auf etwa 370 m ü. NHN ca. 1,1 km nordnordöstlich der Ortsmitte von Ahorn-Schillingstadt im Gewann Wanne.
- Österlein, von links und Nordosten auf etwa 335 m ü. NHN an der Kläranlage unterhalb von Schillingstadt, 1,7 km und 1,7 km². Entsteht auf etwa 362 m ü. NHN nordöstlich von Schillingstadt nahe der B 292 und dem gegenüber dieser beginnenden Höllholz.
- Durchfließt auf etwa 318 m ü. NHN das gewöhnlich trockene Hochwasserrückhaltebecken Am Hasselbach der Stadt Ravenstein. Das 1967 zum Überschwemmungsschutz erbaute Becken liegt hinter einem 5,4 m hohen Erddamm und kann bis zu 81.000 m³ Wasser zurückhalten, die dann ungesteuert wieder abgegeben werden.[LUBW 8]
- Alschlichgraben, von links und Südosten auf etwa 316 m ü. NHN an einer Bachquerung ca. 1,4 km oberhalb der Ortsmitte von Ravenstein-Oberwittstadt, 0,5 km und über 0,3 km².[LUBW 9] Entsteht auf etwa 340 m ü. NHN im Gewann Alschlich. Wegseitengraben in natürlicher Mulde.
- (Abfluss des Secklersbrunnens), von rechts und Nordwesten auf etwa 316 m ü. NHN wenige Schritt nach dem vorigen, unter 0,1 km und unter 0,4 km².[LUBW 9] Die ständig schüttende Quelle ist ein etwa 5 m × 3 m großer Tümpel auf etwa 317 m ü. NHN in der Hasselbach-Aue.
- Haaggraben, von rechts und Nordwesten auf etwa 311 m ü. NHN an den Talsportplätzen am Ortseingang von Oberwittstadt, 0,7 km und ca. 1,3 km².[LUBW 9] Entsteht auf etwa 318 m ü. NHN am Südrand des Waldgebietes BelschbergR.
- (Graben aus dem Kästlichsgrund), von rechts und Westen auf etwa 310 m ü. NHN in Oberwittstadt, 0,5 km und ca. 0,9 km².[LUBW 9] Entsteht auf etwa 315 m ü. NHN an der Straße von Rosenberg-Bronnacker. Weggraben aus natürlicher Mulde.
- (Graben aus der Utzeklinge), von links und Osten auf etwa 309 m ü. NHN in Oberwittstadt, 0,7 km und ca. 0,4 km².[LUBW 9] Entsteht auf etwa 354 m ü. NHN an einem Wegkreuz in der Utzklinge.
- Fleischheckengraben, von rechts und Westen auf etwa 307 m ü. NHN am Ortsende von Oberwittstadt, 0,4 km und ca. 0,8 km².[LUBW 9] Entsteht auf etwa 313 m ü. NHN am Gewann Fleischhecke an der K 3958 von Ravenstein-Hüngfeld.
- Heuackergraben, von rechts und Nordwesten auf etwa 301 m ü. NHN vor der Hasselbach-Querung bei Ravenstein-Heckmühle, 0,3 km und ca. 0,3 km².[LUBW 9] Entsteht auf etwa 307 m ü. NHN an einem Einzelanwesen im Gewann Leimen.
- Kapellengraben, von links und Nordosten auf etwa 300 m ü. NHN an der Hasselbach-Querung bei Heckmühle, 0,1 km und ca. 0,6 km².[LUBW 9] Entsteht auf etwa 302 m ü. NHN an einer Kapelle am Auenrand.
- → (Abgang des Mühlkanals der Heckenmühle), nach rechts auf etwa 298 m ü. NHN vor der Heckenmühle.
- ← (Rücklauf des Mühlkanals der Heckenmühle), von rechts auf etwa 295 m ü. NHN nach der Heckenmühle, unter 0,2 km und unter 0,1 km².[LUBW 9]
- (Graben am Gewann Mittelmark), von rechts und Nordosten auf etwa 293 m ü. NHN, 0,9 km und ca. 0,6 km².[LUBW 9] Entsteht auf etwa 328 m ü. NHN am Gewann Frühbaum.
- Lochgraben, von rechts und Westnordwesten auf etwa 290 m ü. NHN etwa 400 Meter vor der Ortsgrenze von Ravenstein-Unterwittstadt, 0,8 km und ca. 0,7 km².[LUBW 9] Entsteht auf etwa 325 m ü. NHN am Gewann Gereut.
- Gründleingraben, von links und Nordosten auf etwa 284 m ü. NHN am unteren Ortsrand von Unterwittstadt am Weinbergweg, 1,8 km und 1,3 km². Entsteht auf etwa 340 m ü. NHN am Gewann Eichig.
- (Graben aus der Wildwasserklinge), von links und Osten auf etwa 280 m ü. NHN zwischen Unterwittstadt und Ravenstein-Ballenberg, 0,6 km und ca. 0,4 km².[LUBW 9] Entsteht auf etwa 320 m ü. NHN an einem Feldweg am Gewann Hohe Warte.
- (Bach von den Riedwiesen), von rechts und Nordwesten auf etwa 262 m ü. NHN in den Rohrwiesen etwa 0,2 km vor der Hasselbach-Mündung, ca. 1,3 km[LUBW 10] und ca. 1,4 km².[LUBW 9] Entsteht auf etwa 303 m ü. NHN westlich des Friedhofs von Ballenberg.

Mündung des Hasselbachs von rechts und zuletzt Nordwesten auf 260,9 m ü. NHN etwa 1,3 km oberhalb der Flussbrücke von Ravenstein-Erlenbach von rechts in den mittleren Erlenbach. Der Hasselbach ist ca. 10,5 km lang und hat ein 21,3 km² großes Einzugsgebiet.

## Geologie
Das Einzugsgebiet des Hasselbachs liegt im Muschelkalk. Der Bach beginnt seinen dort oft durchflusslosen Lauf zwar im Oberen Muschelkalk, aber nach schon etwa 300 Metern in der Wanne wechselt er noch vor Schillingstadt an der talquerenden B 292 in den Mittleren Muschelkalk, in dessen Schichthöhe er dann bis zur Mündung verbleibt, ausgenommen nur einen etwas über einen Kilometer langen Talabschnitt unterhalb von Schillingstadt, der etwa am Secklersbrunnen endet und auf dem am linken Unterhang Unterer Muschelkalk ausstreicht. Die beidseitigen Randhöhen des Tals reichen bis hoch in den Oberen Muschelkalk und die Nebentäler liegen mit ihren oberen Abschnitten ebenfalls in diesem.
An den ostwärts abfallenden Hängen ist der Untere Muschelkalk oft mit Lösssediment aus quartärer Ablagerung überdeckt. In den Talgrund des Hasselbachs ist von Anfang an ein holozänes Schwemmlandband eingelagert, dass etwa von Beginn der Fensters zum Unteren Muschelkalk an bis zur Mündung aus Auenlehm besteht.
Östlich von Oberwittstadt gibt es zwei kurze Störungen, die Oberen gegen Mittleren Muschelkalk verstellen. Westlich des Dorfes setzt eine etwa südsüdwestwärts ziehende Störung ein, die etwa bis zum Graben aus der Mittelmark nachgewiesen ist und meist Oberen Muschelkalk talseitig gegen Mittleren Muschelkalk bergseitig versetzt; die Hochscholle liegt also im Westen.

## Natur und Schutzgebiete
Gegen das Ende des Gemeindegebietes von Ahorn zu liegt linksseits des Hasselbaches in der Aue und am untersten Hang das Naturdenkmal „Feldgehölz mit Wäldchen u.Trockenrasen (Hangwald) im Gewann Klein Hölzlein, Gemarkung Schillingstadt“. Dort und ein Stück weiter abwärts auch auf dem Stadtgebiet von Ravenstein reicht ein großes Wasserschutzgebiet im Seebach-Einzugsgebiet etwas über die östliche Wasserscheide herüber. Fast das ganze Einzugsgebiet unterhalb von Ballenberg liegt in einem weiteren Wasserschutzgebiet, dessen Wasserfassungen in der Aue kurz vor der Hasselbachmündung und in der Erlenbachaue liegen.

### LUBW
Amtliche Online-Gewässerkarte mit passendem Ausschnitt und den hier benutzten Layern: Lauf und Einzugsgebiet des Hasselbachs

Allgemeiner Einstieg ohne Voreinstellungen und Layer: Daten- und Kartendienst der Landesanstalt für Umwelt Baden-Württemberg (LUBW) (Hinweise)
1. 1 2 3  Höhe nach dem Höhenlinienbild auf dem Hintergrundlayer Topographische Karte.
2. 1 2  Höhe nach grauer Beschriftung auf dem Hintergrundlayer Topographische Karte.
3. 1 2  Länge nach dem Layer Gewässernetz (AWGN), ergänzt um ein kleines, auf der Gewässerkarte nicht berücksichtigtes Anfangsstück, das auf dem Hintergrundlayer Topographische Karte abgemessen wurde.
4. 1 2  Einzugsgebiet aufsummiert aus den Teileinzugsgebieten nach dem Layer Basiseinzugsgebiet (AWGN).
5. ↑  Natur teilweise nach dem Layer Geschützte Biotope.
6. ↑  Länge nach dem Layer Gewässernetz (AWGN).
7. ↑  Einzugsgebiet nach dem Layer Basiseinzugsgebiet (AWGN).
8. ↑  Daten des Hochwasserrückhaltebeckens nach dem Layer Stauanlage.
9. 1 2 3 4 5 6 7 8 9 10 11 12 13  Einzugsgebiet abgemessen auf dem Hintergrundlayer Topographische Karte.
10. ↑  Länge abgemessen auf dem Hintergrundlayer Topographische Karte.
11. ↑  Schutzgebiete nach den einschlägigen Layern.

### Andere Belege
1. ↑  Modellierte Werte nach Abfluss-BW Gewässerknoten MQ/MNQ
2. ↑  Wolf-Dieter Sick: Geographische Landesaufnahme: Die naturräumlichen Einheiten auf Blatt 162 Rothenburg o. d. Tauber. Bundesanstalt für Landeskunde, Bad Godesberg 1962. → Online-Karte (PDF; 4,7 MB)
3. ↑  Geologie nach den Layern zu Geologische Karte 1:50.000 auf: Mapserver des Landesamtes für Geologie, Rohstoffe und Bergbau (LGRB) (Hinweise)